# Branden Grace

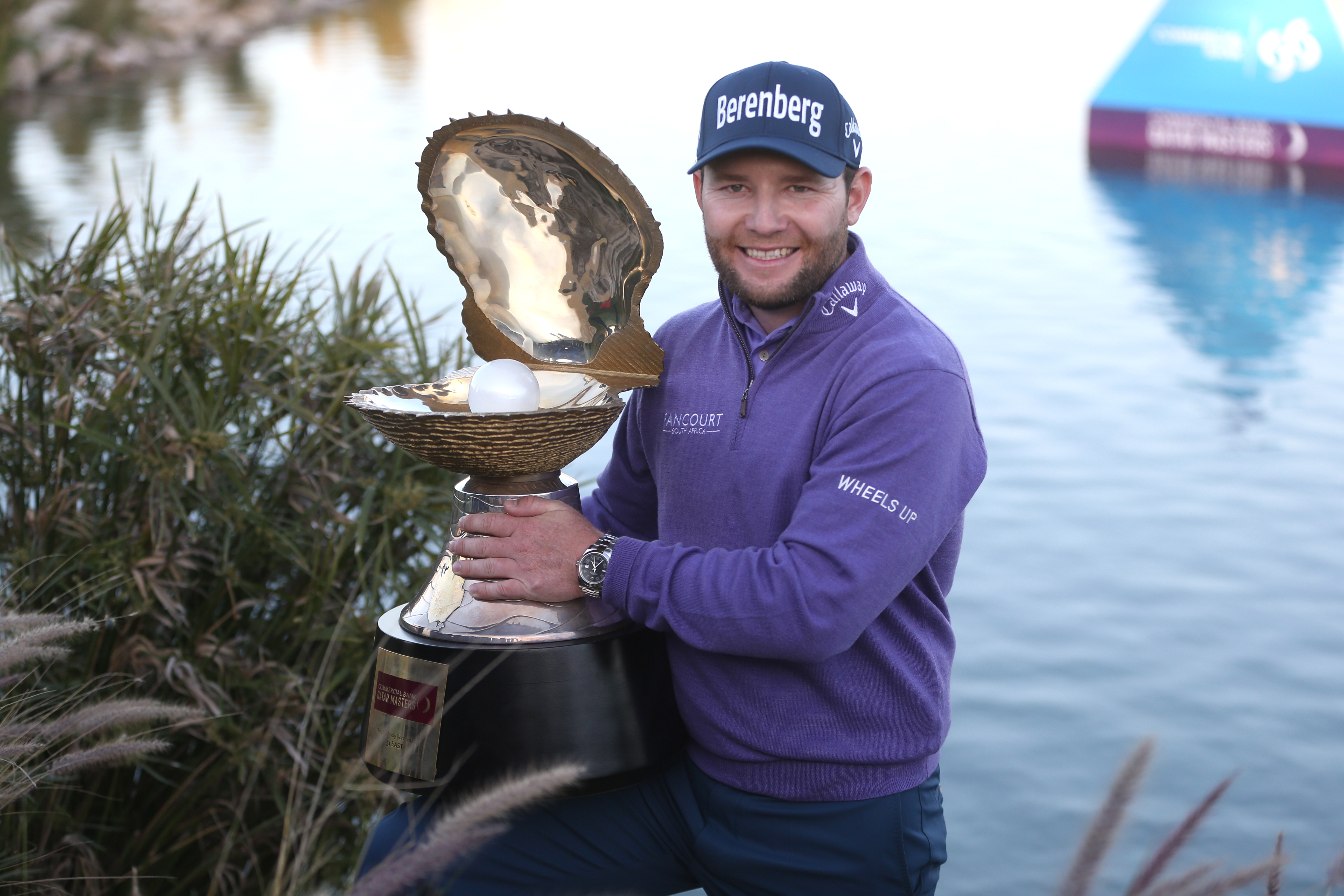
Branden Grace efter att ha vunnit 2016 års Qatar Masters.

Branden John Grace, född 20 maj 1988 i Pretoria, är en sydafrikansk professionell golfspelare som spelar för Liv Golf och PGA European Tour. Han har tidigare spelat bland annat på PGA Tour, Sunshine Tour och Challenge Tour.
Grace har vunnit två PGA-vinster, nio European-vinster, sex Sunshine-vinster och en Liv-vinst. Hans bästa placeringar i majortävlingar är en tredje plats vid 2015 års PGA Championship; en delad fjärde plats vid 2015 års US Open samt en delad sjätte plats vid 2017 års The Open Championship.
Han har även deltagit i 2013, 2015 och 2017 års Presidents Cup.